# Sân vận động Saputo
Sân vận động Saputo (tiếng Anh: Saputo Stadium, tiếng Pháp: Stade Saputo) là một sân vận động dành riêng cho bóng đá tại Công viên Olympic ở Montréal, Québec, Canada. Sân vận động được khánh thành vào ngày 21 tháng 5 năm 2008, và hiện là sân nhà của CF Montréal (trước đây là Montreal Impact). Sân vận động này được xây dựng trên địa điểm tập luyện điền kinh trước đây trong thời gian diễn ra Thế vận hội Mùa hè 1976, trong khi phần phía đông của sân vận động có thể nhìn ra tháp nghiêng của Sân vận động Olympic. Sân có sức chứa 19.619 chỗ ngồi, khiến sân trở thành sân vận động dành riêng cho bóng đá lớn thứ hai ở Canada, sau BMO Field ở Toronto.